# Heteroserolis mgrayi
Heteroserolis mgrayi là một loài chân đều trong họ Serolidae. Loài này được Menzies & Frankenberg miêu tả khoa học năm 1966.